# Сьвіба
Сьвіба (пол. Świba, нім. Luisenhof) — село в Польщі, у гміні Кемпно Кемпінського повіту Великопольського воєводства.
Населення — 1035 осіб (2011).
У 1975-1998 роках село належало до Каліського воєводства.

## Демографія
Демографічна структура станом на 31 березня 2011 року:
|          | Загалом | Допрацездатний вік | Працездатний вік | Постпрацездатний вік |
| -------- | ------- | ------------------ | ---------------- | -------------------- |
| Чоловіки | 517     | 113                | 352              | 52                   |
| Жінки    | 518     | 106                | 293              | 119                  |
| Разом    | 1035    | 219                | 645              | 171                  |